# Fluorocromo

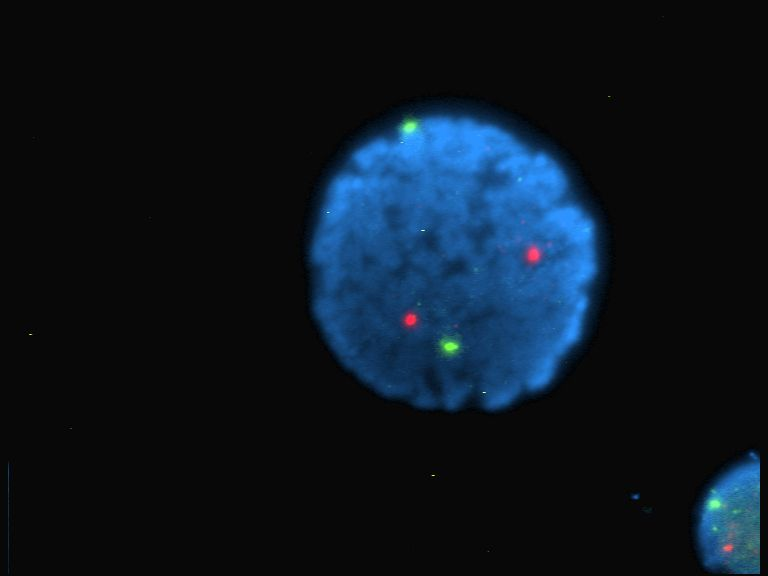
Una núcleo de un linfocito marcado con diversos fluorocromos: DAPI (azul, tiñe el ADN; y secuencias específicas de dos pares de cromosomas, en verde y rojo (FISH).

Un fluorocromo o fluoróforo, por analogía con los cromóforos, es un componente de una molécula que hace que ésta sea fluorescente. Es un grupo funcional de la molécula que absorberá energía de una longitud de onda específica y la volverá a emitir en otra determinada de mayor longitud de onda (es decir, con menor energía). La cantidad de energía emitida y su longitud de onda dependen tanto del propio fluorócromo como de su ambiente químico.
Esta tecnología es particularmente importante en el campo de la bioquímica y de los estudios sobre proteínas, por ejemplo en inmunofluorescencia e inmunohistoquímica; o en el análisis de ADN, mediante la técnica de PCR en tiempo real. 
El isotiocianato de fluoresceína, un derivado reactivo de la fluoresceína ha sido uno de los fluorócromos que más habitualmente se han unido químicamente a otras moléculas no fluorescentes para generar nuevas moléculas fluorescentes para las más diversas aplicaciones. Otros fluorocromos que han sido comunes a lo largo de la historia son los derivados de la rodamina, cumarina y cianina. 
La nueva generación de fluorocromos como el Alexa Flúor o los DyLight Flúor son generalmente más fotoestables, brillantes y menos sensibles al pH que otros colorantes estándar de excitación y emisión comparable. 

## Tamaño
El tamaño de un fluorocromo es importante, pues podría generar efectos estéricos no deseados en la molécula marcada. Para hacernos una idea, algunos tamaños son:
- Punto cuántico: 2-10 nm (diámetro), 100-100.000 átomos
- Proteína verde fluorescente (GFP) 26 kDa
- Luciferina: unos 20 átomos

## Fluorocromo o fluoróforo
Aunque con frecuencia ambos términos se usan indistintamente el fluorocromo es la molécula capaz de absorber fotones y emitir fluorescencia, mientras que el fluoróforo es la parte del fluorocromo responsable de emitir la fluorescencia.